# 巨魁杜鹃
巨魁杜鹃（学名：Rhododendron grande）为杜鹃花科杜鹃花属下的一个种。

## 扩展阅读
維基物種上的相關：巨魁杜鹃